# Rita Mount
 (décembre 2017).
Si vous disposez d'ouvrages ou d'articles de référence ou si vous connaissez des sites web de qualité traitant du thème abordé ici, merci de compléter l'article en donnant les références utiles à sa vérifiabilité et en les liant à la section « Notes et références ».
Rita Mount née le 7 février 1885 à Montréal et décédée le 22 janvier 1967 à Montréal est une artiste peintre canadienne.

## Biographie
Lorsque Rita Mount naît en 1885 à Montréal, son cousin Georges Delfosse, fils de Mélaine Delfausse et de Joséphine Mount, de 16 ans plus âgé qu’elle, est un artiste qui débute à l’Institut national des beaux-arts de Joseph Chabert et ensuite à l’Art Association of Montreal1 avec William Brymner et Edmond Dyonnet.  Au tournant du siècle, celui-ci est suffisamment connu pour fonder à Montréal la Société canadienne de portraits et de tableaux à l’huile ou l’Art national afin d'être capable de répondre à la demande. C’est donc sur ses traces et dès l’âge de 10 ans, que Rita Mount commence ses études artistiques. Elle est formée au dessin, en atelier et sur le motif, par son cousin qui enseigne à plusieurs élèves à l’époque dont Rodolphe Duguay et Narcisse Poirier. Elle se distingue lors des classes en plein air offertes l’été par Maurice Cullen et remporte une bourse de deux années d’études à l’Art Association of Montreal, une école et un musée privé fondé en 1860 qui fut l’ancêtre du musée des beaux-arts de Montréal. Elle y étudie avec William Brymner, qui dirige l'école de 1886 à 1921. De nombreux artistes seront également formés à l'Art Association of Montreal : son cousin George Delfosse quelques années avant Rita, mais aussi et surtout d’autres femmes artistes québécoises du début du XXe siècle : Emily Coonan, Claire Fauteux, Mabel May, Helen McNicoll, Lilias Torrance Newton, Alice Nolin, Sarah Robertson, Anne Savage, la jeune Marian Dale Scott et Regina Seiden pour ne citer que celles dont l’œuvre est représentée dans les collections du musée des beaux-arts de Montréal.
Comme toutes celles et ceux qui envisageaient une carrière professionnelle au Québec à l'époque, cette première formation plutôt classique est complétée d’études et de séjours émancipateurs à l’étranger.
En 1910, à 25 ans, Rita Mount  étudie à l’Atelier Delécluze et au Cercle international des beaux-arts à Paris ainsi qu'à l’Art Students’ League à New York avec Frank DuMond (1865-1951) un des plus influents peintres-enseignants impressionnistes en Amérique au tournant du XXe siècle. Elle prend aussi des cours de peinture de paysages avec John F. Carlson à Woodstock, État de New York. Après ses études, elle retourne au Canada et ouvre un studio à Montréal.
À la recherche de paysages inspirants, elle effectue de nombreux voyages, explorant le continent, vers la côte du Pacifique (Banff en 1934, Victoria, le parc de Yellowstone et le Wyoming en 1937) puis du côté de l'Atlantique (Cap Breton, Nouvelle-Écosse mais aussi Gaspésie dans laquelle elle séjourne à plusieurs reprises). Elle acquiert de la notoriété pour ses marines qui font l’objet d’une exposition individuelle à l’Art Association en 1934.
Elle est membre associée de l’Académie royale des arts du Canada et de l’Independent Art Association.
Demeurant avec sa sœur Marie Mount sur l'avenue Outremont, elle décède le 22 janvier 1967 à l'Hôpital Général de Montréal après une courte maladie. Elle est enterrée au cimetière de Côte-des-neiges à Montréal.

## Expositions
Dès l’âge de 18 ans, Mount expose régulièrement aux Salons de l’Art Association of Montreal et, à compter de 1910, à l’Académie royale des arts du Canada. En 1916-1917, elle présente ses œuvres à la bibliothèque Saint-Sulpice, avec Claire Fauteux et Berthe Lemoine.
Ses œuvres sont exposées dans diverses galeries d’art montréalaises (Continental Galleries, Watson Art Galleries, Klinkhoff Gallery et Morency Frères Ltee).
Elle participe également à plusieurs expositions au Canada (dont des expositions de l’Ontario Society of Artists) et à l’étranger dont :
- en 1936, l’exposition Collection des peintures contemporaines canadiennes qui circule dans les pays du Commonwealth
- en 1937, l’exposition du Couronnement, à Londres
- en 1939, l’exposition de la New York World’s Fair.

En 1943, une exposition au Musée de Québec est consacrée à ses tableaux représentant la péninsule gaspésienne et le Cap Breton. En 1958, elle organise une exposition de ses œuvres en compagnie de deux autres femmes artistes-peintres, Irene Shaver and Vivian Walker.

## Conservation des œuvres
Les œuvres de Rita Mount sont conservées au Musée des beaux-arts de Montréal, au Musée national des beaux-arts du Québec et au Musée des beaux-arts du Canada. À sa mort en 1967, sa sœur confie ses archives à la Bibliothèque nationale du Québec. Ce fonds, qui comprend aussi des correspondances, constitue un des rares fonds illustrant la carrière d’une femme artiste-peintre au Québec.